# Edward Cardwell, 1:e viscount Cardwell
Edward Cardwell, 1:e viscount Cardwell, född 24 juli 1813 och död 15 februari 1886, var en brittisk politiker.
Cardwell inträdde redan 1842 som konservativ medlem i underhuset och 1845 i Robert Peels ministär. Cardwell följde Peel i hans övergång till frihandeln och hans brytning med det konservativa partiets huvudmassa och lämnade 1846 vid ministärens fall sin post i administrationen. I Aberdeens koalitionsministär fungerade han som handelsminister, fortfarande utan plats i kabinettet. 1859 inträdde han dock i Palmerstons kabinett, där han innehade olika poster, till sist kolonialministerns 1864-1866. 1868 blev han krigsminister i Gladstones första ministär och genomdrev trots kraftigt motstånd en rad betydelsefulla arméreformer, bland annat förbudet mot köp av officersbeställningar. Vid ministärens fall 1874 adlades Cardwell som viscount Cardwell, och därmed var hans politiska bana avslutad.